# 巴西特勞 (英國國會選區)

選區在諾丁漢郡的位置

巴西特勞（英語：Bassetlaw），英國國會一郡選區，位於諾丁漢郡北部，包括巴西特勞大部。
本區始設於1885年，1929年以前為保守黨的選區。此後是工黨的根據地。在2010年大選中約翰·曼以50.5%選票二度連任成功。他於2017年大選在本區第5次當選。